# علي حسنين (سياسي)
علي حسنين أو علي الصادق حُسنين (20 مارس 1925-20 مايو 2018) هو سياسي ليبي. كان آخر وزير خارجية في العهد الملكي (يونيو-سبتمبر 1969). 
شارك في ترجمة معاني القرآن الكريم إلى الإيطالية،  كما ترجم عدداً من المؤلفات الإيطالية إلى العربية.
كان سفيراً في عدد من الدول مثل نيجيريا، والاتحاد السوفيتي، وفنلندا.
شارك في حفل عيد الاستقلال الأول مرة بعد ثورة 17 فبراير عام 2011.